# Claudio Sanchez
Claudio Paul Sanchez III (12 de março de 1978) é um músico e escritor americano, mais conhecido como o vocalista e guitarrista da banda de rock alternativo/progressivo norte-americana Coheed and Cambria. Ele é o criador da série de HQs The Amory Wars, co-produzido com sua esposa Chondra Echert.

## Biografia
Claudio Paul Sanchez III nasceu em Suffern, Nova Iorque, descendente de porto-riquenhos e italianos. É casado com Chondra Echert, com quem tem um filho, Atlas Sanchez.

## Carreira
Sanchez atualmente é o vocalista e guitarrista da banda Coheed and Cambria. No entanto, já esteve envolvido em diversos projetos como Shabütie, Jumbo Head e Beautiful Loser. Após sair da "Beautiful Loser", Sanchez viajou a Paris, onde começou a escrever uma história inicialmente conhecida por "The Bag.on.line Adventures of Coheed and Cambria", nomeada em homenagem a uma loja perto de onde Sanchez esteve hospedado. Os dois personagens principais foram nomeados Coheed e Cambria Kilgannon, que viviam numa galáxia fictícia conhecida como "Heaven's Fence". Na história original, Sanchez escrevia sobre ele mesmo e sua namorada viajando para um lugar estranho e distante, mas assim que o conceito foi se expandindo, os personagens começaram a ser associados aos seus próprios pais.
Em 1995, na cidade de Niack, Nova Iorque, foi formada a banda "Shabütie", onde Sanchez era vocalista e guitarrista. A banda acabou após o baterista Nate Kelley ter saido do palco no meio de um concerto, mas foi reformada após Josh Eppard ter sido convidado a se juntar como baterista, sendo criada assim a Coheed and Cambria. A Shabütie lançou diversos EPs e músicas que futuramente estariam presentes no álbum The Second Stage Turbine Blade, lançado em 2002 pela Coheed and Cambria. Com o lançamento de In Keeping Secrets of Silent Earth: 3 a banda alcançou um considerável sucesso, graças ao single "A Favor House Atlantic".
Sanchez começou a produzir sua série de HQs em 2000. The Bag.on.line Adventures durou apenas duas edições, devido a problemas com prazos e financeiros. Sanchez começou a trabalhar no seu próximo projeto chamado Good Apollo, I'm Burning Star IV Volume 1: From Fear Through the Eyes of Madness, a edição foi lançada junto com o álbum de mesmo nome. Devido a problemas, esta também foi cancelada.
Em 2008, Sanchez começou a re-escrever as séries antigas adaptadas para narrar as histórias contadas álbum por álbum. A série nova foi nomeada The Amory Wars, e foi contada desde o Second Stage Turbine Blade até os eventos cantados em Year of the Black Rainbow. Em 2012, foram lançados pela Coheed and Cambria dois álbuns complementares The Afterman: Ascension e The Afterman: Descension, onde são narrados eventos que antecederam os de The Amory Wars. Os álbuns acompanhavam no encarte a história contada e imagens representadas por Nathan Spoor.
Em 2015 foi lançado pela Coheed and Cambria o único álbum que não narra as histórias de The Amory Wars, The Color Before the Sun. A música Atlas foi escrita por Sanchez em homenagem a seu filho, cujo nome foi atribuído ao da música. E a música Here To Mars é dedicada à sua mulher.